# Huis Reinier de Klerk
Het Huis Reinier de Klerk, ook wel Grogol genaamd, was een buitenplaats van extraordinair van de VOC-raad, en de latere gouverneur-generaal Reinier de Klerk uit omstreeks 1760, aan Molenvliet, in het huidige Jakarta, in Indonesië. Lange tijd deed het gebouw dienst als archief. Na een restauratie in 1997 is het momenteel in gebruik voor culturele evenementen en tentoonstellingen. Het gebouw is beschermd cultuurgoed en een van de weinige overgebleven huizen in zijn soort uit de achttiende eeuw. De andere twee, Groeneveld en landhuis Tjililitan Besar, zijn respectievelijk een ruïne en zwaar verpauperd.

## Geschiedenis
De Molenvliet was een noord-zuidkanaal in Batavia dat na 1648 werd gegraven. Langs deze waterweg lagen tuinen. De Klerk wist tussen 1755 en 1758 drie aangrenzende percelen te kopen wat groot genoeg voor een groot huis, tuin en bijgebouwen was. De locatie lag op vijftien minuten rijden per rijtuig van de ommuurde stad. Omstreeks 1760 liet hij het huis bouwen. Op het moment van de bouw had De Klerk een hoge functie als lid van de Raad van Indië. In 1777 werd hij gouverneur-generaal. Hij verwierf zijn vermogen door handel te drijven buiten de Vereenigde Oostindische Compagnie om. Weliswaar was dit verboden maar deze lucratieve praktijken werden algemeen begaan door hoge VOC-dienaren. 
Het gebouw bood ruimte aan ontvangstzalen, een kantoor, een pakhuis en slavenverblijven. Het grote gebouw was het hoofdgebouw en had aan beide kanten een paviljoen met Kaapse gevels. Aaneengesloten noord- en zuidvleugels omsloten de grote tuin. Het terrein was ongeveer twee keer zo groot als het huidige terrein en strekte zich uit van Molenvliet tot de rivier de Krukut. Bij die rivier stond een pakhuis voor de eigen handel.
Het hoofdgebouw is gebouwd in een gesloten quasi-Hollandse stijl. Door het witte pleisterwerk zonder ornamenten, op de spiegels in de borstwering na, oogt het gebouw sober. De kozijnen zijn boven licht getoogd en hebben schuiframen. Het dak bestaat uit drie zadeldaken die aan de noord- en zuidzijde samengevoegd zijn waardoor het als een groot schilddak lijkt. De kozijnen van de binnen-en buitendeur hebben bijzonder gedecoreerde houtsnijwerken, waarschijnlijk gemaakt door Chinese vaklieden. 
Na de dood van Reinier de Klerk woonde zijn weduwe er nog vijf jaar. Daarna is het meerdere malen verkocht totdat het in 1844 in handen kwam van de diaconie van de Hervormde Gemeente en het pand als weeshuis gebruikte. Voor die functie werd het pand verbouwd. Eind negentiende eeuw was het pand bouwvallig geworden en gingen er stemmen op om het te slopen. Het Bataviaasch Genootschap van Kunsten en Wetenschappen wilde de sloop voorkomen en luidde de noodklok. Het Indische bestuur besloot vervolgens het gebouw aan te kopen in 1899 waarna een verbouwing volgde. Vervolgens nam het Mijn- en Grondpeilwezen het gebouw in gebruik als kantoor. Vanaf 1925 was het gebouw in gebruik als Landsarchief waarvoor het grondig werd gerestaureerd. Na de Indonesische onafhankelijkheid heette het archief Kantor Arsip Negara en vanaf 1961 heette het Arsip Nasional, het national archief van Indonesië. In 1956 vond een verbouwing plaats die het archief beter moest beschermen. Begin jaren negentig van de twintigste eeuw werd het gebouw door het nationaal archief verlaten.
Bij de restauratie die volgde, betaald door het Nederlandse bedrijfsleven, werden de galerijen die dichtgemaakt waren weer opengesteld. Het hoofdgebouw was vrijwel geheel in originele staat maar wel moest er nodig onderhoud gepleegd worden aan het dak, kozijnen, muren en houtwerk. Daarnaast werd op het buitenterrein een drainagesysteem aangelegd om het gebouw te beschermen tegen de regelmatige overstromingen. In 1999 was het werk afgerond en werd het gebouw feestelijk geopend door de minister van Binnenlandse Zaken. Het gebouw wordt nu gebruikt voor culturele evenementen en tentoonstellingen. Het Nederlands-Indonesische team van architecten dat bij de restauratie betrokken was kreeg in 2002 de UNESCO Award of Excellence voor de restauratie van het huis.

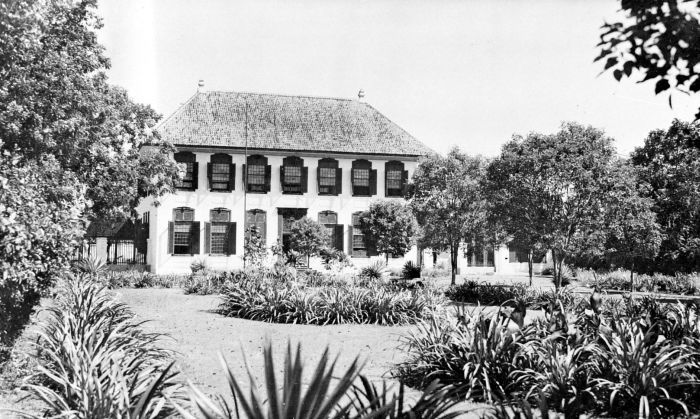
Het gebouw was van 1925 tot begin jaren negentig van de twintigste eeuw in gebruik als archief.
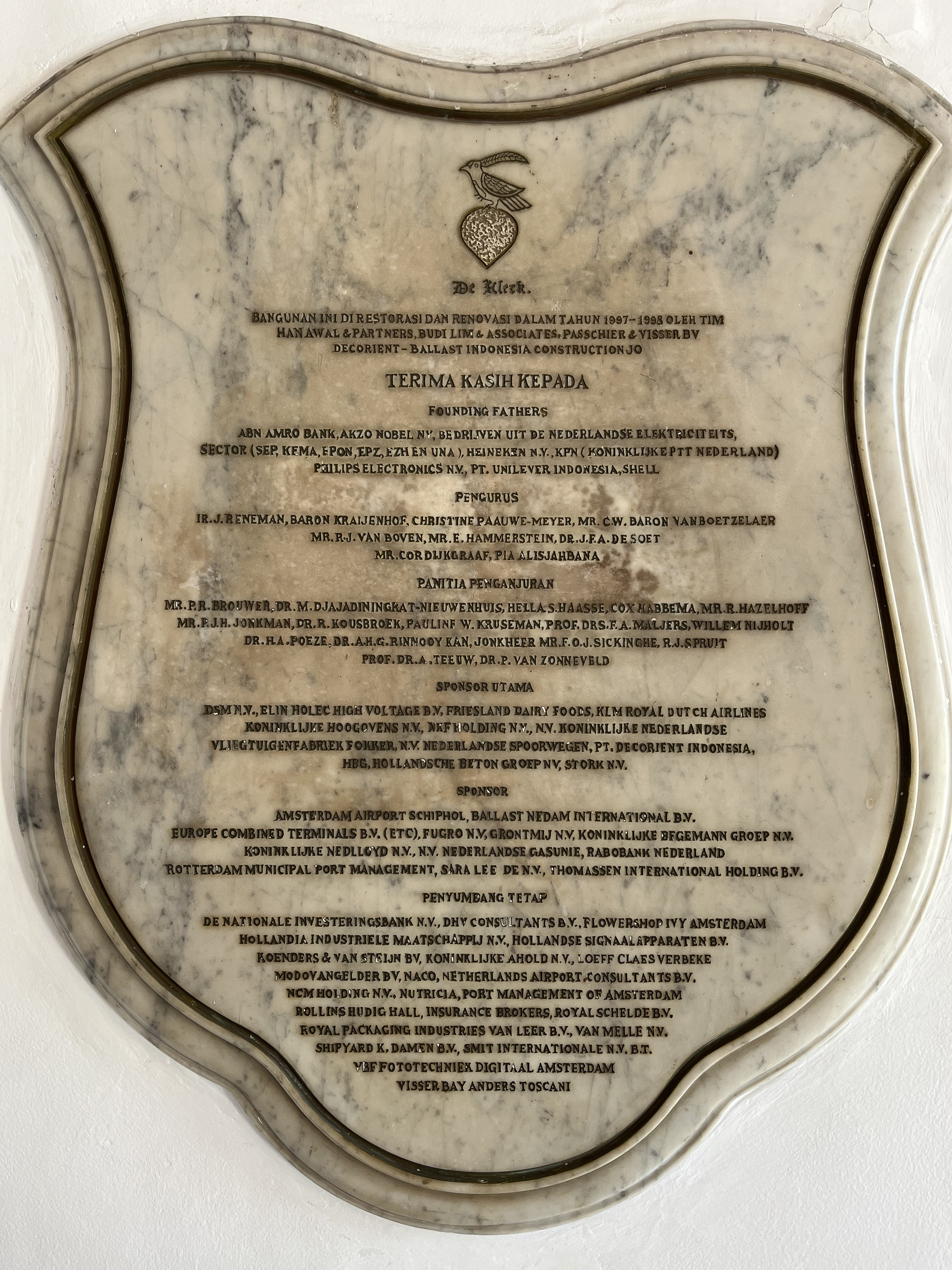
Plaquette ter herdenking van de restauratie van het Huis Reinier de Klerk met de namen van de donateurs (foto uit 2025)

## Bron
- Passchier, Cor (2016): Bouwen in Indonesië, 1600-1960, Volendam, PM Publishers, ISBN 9789460224249 blz. 25-29